# Vacuovalvulina
Vacuovalvulina es un género de foraminífero bentónico de la familia Chrysalidinidae, de la superfamilia Chrysalidinoidea, del suborden Textulariina y del orden Textulariida. Su especie tipo es Marssonella keijzeri. Su rango cronoestratigráfico abarca el Montiense (Paleoceno inferior).

## Clasificación
Vacuovalvulina incluye a las siguientes especies:
- Vacuovalvulina keijzeri